# Ambasada Węgier przy Stolicy Apostolskiej
Ambasada Węgier przy Stolicy Apostolskiej – misja dyplomatyczna Węgier przy Stolicy Apostolskiej. Ambasada mieści się w Rzymie.
Ambasador Węgier przy Stolicy Apostolskiej akredytowany jest również przy Zakonie Kawalerów Maltańskich.